# Ноћ
Ноћ је период времена између заласка Сунца и свитања током којег се не види Сунчева светлост. Супротно од ноћи је обданица. Доба његовог трајања зависи од много фактора као што су годишње доба, географска ширина, географска дужина и временска зона.
Током ноћи већина људи и животиња спава, јер не могу да спроводе већину активности без дневног светла. Недостатак дневног светла има утицај на морфологију, физиологију и понашање скоро свих живих организама. Насупрот томе неке животиње на пример слепи мишеви или цврчци су активни пре свега ноћу.
У култури и митологији ноћ се често спаја са злом и опасношћу. У народном фолклору у такорећи свим земљама постоје легенде о бићима које су по ноћи активне и ту се говори о духовима, вукодлацима и сл.
Реч се може користити у другачијем смислу као време између вренена за спавање и јутра. У уобичајеној комуникацији, то је опроштај (понекад продужен до „лаку ноћ”), углавном када неко иде на спавање или одлази.

## Трајање и географија
На Земљи је просечна ноћ краћа од дана због два фактора. Прво, привидни Сунчев диск није тачка, већ има угаони пречник од око 32 лучне минуте (32'). Друго, атмосфера прелама сунчеву светлост тако да део ње стигне до земље када је Сунце испод хоризонта за око 34'. Комбинација ова два фактора значи да светлост стиже до земље када је центар соларног диска испод хоризонта за око 50'. Без ових ефеката, дан и ноћ би били исте дужине у оба еквинокса, тренуцима када изгледа да је Сунце у контакту са небеским екватором. На равнодневицама, дан заправо траје скоро 14 минута дуже него ноћ на екватору, а чак и дуже према половима.
У региону унутар било ког поларног круга, варијације у дневним сатима су толико екстремне да део лета види период без ноћи између узастопних дана, док део зиме види период без дневне светлости између узастопних ноћи.

## Изван Земље
Феномен дана и ноћи настаје услед ротације небеског тела око своје осе, стварајући илузију изласка и заласка сунца. Различита тела се окрећу веома различитим брзинама, нека много брже од Земље, а друга изузетно споро, што доводи до веома дугих дана и ноћи. Планета Венера ротира сваких 224,7 дана - што је далеко најспорији период ротације од било које од великих планета. Насупрот томе, звездани дан гасног гиганта Јупитера траје само 9 сати и 56 минута. Дужина орбиталног периода планете такође одређује дужину њеног циклуса дан-ноћ - Венера има период ротације од 224,7 дана, али циклус дан-ноћ траје само 116,75 дана због њене ретроградне ротације и орбиталног кретања око Сунца. Меркур има најдужи циклус дан-ноћ као резултат његове резонанције 3:2 између његовог орбиталног периода и периода ротације - ова резонанца му даје циклус дан-ноћ који траје 176 дана. Планета може имати велике температурне варијације између дана и ноћи, као што је Меркур, планета најближа сунцу. Ово је једно разматрање у смислу планетарне настањивости или могућности ванземаљског живота.

## Ефекти на живот

### Друштвени ефекти
Прво константно електрично светло је демонстрирано 1835. године. Како се вештачко осветљење побољшало, посебно након индустријске револуције, ноћна активност је порасла и постала значајан део привреде у већини места. Многе установе, као што су ноћни клубови, барови, продавнице, ресторани брзе хране, бензинске пумпе, дистрибутивни објекти и полицијске станице сада раде 24 сата дневно или остају отворене до 1 или 2 сата ујутру. Чак и без вештачког светла, месечина понекад омогућава да се путује или ради на отвореном ноћу.
Ноћни живот је заједнички израз за забаву која је доступна и генерално популарнија од касних вечерњих до раних јутарњих сати. То укључује пабове, барове, ноћне клубове, забаве, живу музику, концерте, кабарее, позориште, биоскопе и представе. Ова места често захтевају покриће за улаз. Ноћни живот је често више оријентисан на одрасле од дневне забаве.

### Културолошки и психолошки
Утврђено је да уметност горњег палеолита (Андре Лероа Гуран) показује образац избора где су портрети животиња које су доживљаване као опасне биле лоциране на удаљености од улаза у пећински стан на више различитих пећинских локација.
Људи који више воле ноћне активности називају се ноћне сове.